# Marie Bartette
Marie Bartette , née le 10 septembre 1893 à Albi (Tarn) et morte le 27 novembre 1961 à Saint-Séverin (Charente), est une résistante française de la Seconde Guerre mondiale.

## Biographie
Marie Bartette est la fille d'un officier, alors en poste à Albi. Après la mort de son père, elle rejoint sa mère et son petit frère à Saint-André-de-Cubzac (Gironde), obtient son brevet supérieur puis travaille pour la Lloyds and National Provincial Foreign Bank (en) à Paris et enfin à Bordeaux. Elle finit par démissionner pour soutenir sa mère malade et déménage à Arcachon, où elle devient la propriétaire de la mercerie Au Bonheur des dames sur la place de la mairie.
Elle est très intéressée par la politique et sa boutique devient bientôt un lieu de réunion pour ses amis engagés dans le combat électoral. Les deux issues de la boutique seront utiles lorsqu'elle s'investira dans la Résistance arcachonnaise à partir de 1940, servant de boîte aux lettres sous le nom de code « L'Hirondelle ».
Elle est à l'origine du premier groupe OCM (Organisation civile et militaire) et a des responsabilités dans le réseau de résistance Jove.
Marie Bartette est arrêtée le 30 juin 1944. Elle est enfermée au fort du Hâ à Bordeaux, puis au Bouscat, siège de la Gestapo. Elle est ensuite déportée à Ravensbrück et finalement transférée à Dachau, où elle est affectée au Kommando Agfa. À la fin de la guerre, elle subit une marche forcée avant d'être libérée par l'avance américaine au village de Wolfratshausen, le 1er mai 1945. Elle revient à Arcachon fin mai 1945 et reprend la gestion de son magasin.
Elle meurt en 1961 à Saint-Séverin (Charente). Une stèle réalisée par Claude Bouscau lui rend hommage au cimetière d'Arcachon ; elle figure une hirondelle libérée d'une chaîne.

## Décorations
- Chevalier de la Légion d'honneur par décret du 31 décembre 1954[2].
- Croix de guerre 1939–1945[2].

## Lieux portant son nom
- Arcachon : Collège Marie-Bartette